# Herbert Barthel

Herbert Barthel

Herbert Gregor Ehrenfried Barthel (* 24. August 1895 in Breslau; † 28. September 1945 in Bad Nenndorf) war ein deutscher Politiker (NSDAP) und SA-Führer.

## Leben und Wirken
Herbert Barthel wurde 1895 als Sohn des Postassistenten Heinrich Barthel geboren. Nach dem Besuch der Volksschule und der Realschule in Breslau trat er nach einer Lehre als Telegraphengehilfe 1912 in den Dienst der Deutschen Reichspost ein. Von 1915 bis 1918 nahm er am Ersten Weltkrieg als Angehöriger einer Nachrichtentruppe teil. Anschließend beteiligte er sich mit dem Reservekorps an den Kämpfen der frühen Nachkriegszeit in Litauen und Ostpreußen, um sich dann bis April 1920 im schlesischen Grenzschutz zu engagieren. Von 1920 bis 1933 war Barthel als Beamter für die Deutsche Reichspost in Breslau, Schweidnitz, Burgsteinfurt, Münster und Recklinghausen tätig, zuletzt als Obertelegraphensekretär.
Seit 1922 engagierte Barthel sich in der Völkischen Bewegung. 1924 schloss er sich dem Völkisch-sozialen Block an, bevor er zum 10. März 1925 in die NSDAP eintrat (Mitgliedsnummer 16.218). 1925 übernahm er das Amt eines Bezirksgeschäftsführers in Münster, um dann von 1926 bis 1931 als Ortsgruppenleiter in Recklinghausen zu fungieren. Von 1932 bis 1934 übernahm er die Aufgaben des Kreisleiters der NSDAP für den Kreis Recklinghausen-Land. Von Oktober 1933 bis Juni 1934 und von Januar 1937 bis März 1938 war er wiederum Kreisleiter in Lüdinghausen. Bei seiner Amtseinführung am 25. Oktober 1933 stellte der Regierungspräsident ihn „als den ältesten Pg. des Münsterlandes vor, der ehrlich und gerade seinen Weg gegangen sei.“
Ebenfalls seit Oktober 1933 versah Barthel das Amt des Gauinspekteurs und Gauamtsleiter des Amts für Beamte im Gau Westfalen-Nord. In der SA erreichte er im April 1943 den Rang eines Standartenführers.
Im Oktober 1933 wurde Barthel zunächst kommissarisch zum Landrat in Lüdinghausen ernannt und übernahm dieses Amt im Oktober 1934 definitiv, das er bis März 1945 bekleidete. Von Januar 1942 bis August 1944 war er zusätzlich stellvertretender Landrat in Beckum.
Am 11. März 1938 trat Barthel im Nachrückverfahren für den verstorbenen Wilhelm Rosenbaum als Abgeordneter in den nationalsozialistischen Reichstag ein, dem er bis zum Ende der NS-Herrschaft als Vertreter des Wahlkreises 17 (Westfalen Nord) angehörte.
Im Entnazifizierungsverfahren wurde Barthel 1949 posthum in die Kategorie III (Minderbelastete) eingeordnet.